# Thanh Hương, Thanh Chương
Thanh Hương là một xã thuộc huyện Thanh Chương, tỉnh Nghệ An, Việt Nam, gồm 6 xóm. Trung tâm xã nằm cách thành phố Vinh, trung tâm kinh tế, chính trị, văn hóa và giáo dục của tỉnh Nghệ An khoảng 52 km, cách huyện lỵ Thanh Chương khoảng 7 km.
Xã Thanh Hương nằm ở tọa tọa độ 18 độ 44 phút 14 giây Bắc – 105 độ 12 phút 52 giây Đông thuộc vùng phía Tây huyện Thanh Chương dưới chân dãy Trường Sơn hũng vĩ. Phía Bắc giáp xã Thanh Tiên và Thanh Liên, phía Đông giáp xã Thanh Lĩnh, phía Nam giáp xã Thanh Thịnh, phía Tây giáp xã Thanh Mỹ và xã Ngọc Lâm. Tổng diện tích tự nhiên 32,49 km2. Là xã miền núi nên đất rừng chiếm 90% diện tích, 10% còn lại là đất sản xuất nông nghiệp và sông ngòi, khe suối. Khe Mõ chia cắt Thanh Hương với xã Thanh Thịnh; sông Trai chia cắt Thanh Hương với xã Thanh Lĩnh; dãy Hòn Nu, Đại Can và Tháp Bút ngăn cách Thanh Hương với xã Thanh Tiên, Thanh Liên, Thanh Mỹ. 
Thanh Hương là vùng núi non hiểm trở, thời tiết khí hậu khắc nghiệt, từng là vùng “rừng thiêng nước độc”, rất khó khăn cho việc sinh sống của con người. Tuy nhiên Thanh Hương lại là địa bàn chiến lược quan trọng trong các cuộc đấu tranh cách mạng. Thế kỷ 18, Hoà Quân là một trong những nơi được Lê Duy Mật chọn đóng quân để chống chúa Trịnh nhằm khôi phục triều Lê. Chi bộ Đảng Hòa Quân là  một trong số những Chi bộ Đảng Cộng sản ra đời  sớm nhất huyện Thanh Chương vào đầu tháng 8/1930. Chi bộ Đảng đã lãnh đạo Nhân dân Hòa Quân tham gia biểu tình cướp Huyện đường trong Phong trào Xô viết Nghệ Tĩnh, đêm ngày 31 tháng 8 năm 1930, trống Hòa Quân đã được đưa lên trên đỉnh núi Sừng Bò để chờ lệnh. Tự vệ các làng trong làng Hòa Quân chốt chặn mọi ngả đường, cắt đứt đường chi viện của địch về Thanh Chương. Lực lượng Nông hội đỏ chốt các ngả đường, bảo vệ và dẫn đường cuộc biểu tình đi qua. Một giờ sáng, ngày 01 tháng 9 năm 1930, theo đúng kế hoạch, khi tiếng trống lệnh tiếp nối nhau vang lên trên các đỉnh núi cao của tổng Xuân Lâm, trên núi Tiến xã Võ Liệt và rú Nguộc xã Ngọc Sơn thì tại Hoà Quân, tiếng trống gióng lên cùng tiếng chiêng, mõ tre và tiếng hò reo của Nhân dân vang lên trên đỉnh Sừng Bò tiến về Huyện đường thôi thúc đông đảo quần chúng tham gia biểu tình. Cuộc biểu tình kết thúc thắng lợi. Chính quyền địch tan rã. Chính quyền Xô viết được hình thành hầu khắp các làng xã ở Thanh Chương. Cuộc biểu tình được coi là mốc mở đầu đánh dấu sự ra đời của chính quyền Xô viết ở Nghệ Tĩnh - đỉnh cao của Cao trào cách mạng 1930 – 1931 trong toàn quốc. Trong phong trào Xô viết Nghệ Tĩnh, Hòa Quân là Xô viết chiến đấu ngoan cường với giặc Pháp đến cuối cùng của huyện Thanh Chương.
Trong kháng chiến chống Pháp, Thanh Hương là chiến khu của Liên khu 4, nơi đặt xưởng quân giới, nơi tổ chức các hội nghị quan trọng của Liên khu, của huyện Đảng bộ. Trong kháng chiến chống Mỹ, Thanh Hương là nơi sơ tán của nhiều cơ quan Nhà nước, đơn vị kinh tế, trường học, nơi chở che các đơn vị quân đội về an dưỡng và là nơi cung cấp lương thực, thực phẩm cho các đơn vị quân đội, thanh niên xung phong làm đường chiến lược Hồ Chí Minh trên bộ.
Ngược dòng thời gian, Thanh Hương có nguồn gốc từ làng Hoà Quân và các làng Thanh Khiết, Đồng Hòa thuộc tổng Võ Liệt, huyện Thanh Chương.

## Lịch sử
-Thời thuộc nhà Minh, là đất huyện Thổ Du, phủ Nghệ An.
-Thời nhà Lê, thuộc huyện Thanh Giang, sau đổi thành Thanh Chương.
-Năm 1490, niên hiệu Hồng Đức thứ 21, thuộc Thanh chương, phủ Đức Quang, xứ Nghệ An.
-Thời Nguyễn (1802 - 1945):
+ Đầu thời Nguyễn (1802- 1825), tên gọi làng Hòa Quân, tổng Võ Liệt, huyện Thanh Chương, phủ Đức Quang, trấn Nghệ An.
+ Năm 1826, tên gọi là làng Hòa Quân, tổng Võ Liệt, huyện Thanh Chương, phủ Anh Sơn, trấn Nghệ An.
+ Năm 1831, tên gọi là làng Hòa Quân, tổng Võ Liệt, huyện Thanh Chương, phủ Anh Sơn, tỉnh Nghệ An.
Sau cách mạng Tháng 8/1945, cấp tổng và cấp phủ được bãi bỏ, tổ chức lập cấp xã, Hoà Quân nhập với xã Thanh La, Thanh Khiết và Đồng Du, lúc này gọi là xã Đồng Thanh, huyện Thanh Chương, tỉnh Nghệ An. Đầu năm 1954, xã Đồng Thanh tách thành hai xã Thanh Hương và Thanh Lĩnh, huyện Thanh Chương, tỉnh Nghệ An. Tên gọi "Thanh Hương" xuất hiện kể từ ngày 20/4/1954. Từ năm 1976 – 1991, tỉnh Nghệ An và Hà Tĩnh nhập lại thành tỉnh Nghệ Tĩnh, xã Thanh Hương thuộc huyện Thanh Chương, tỉnh Nghệ Tĩnh. Năm 1991, tỉnh Nghệ Tĩnh tách thành 02 tỉnh: tỉnh Nghệ An và tỉnh Hà Tĩnh, gọi là xã Thanh Hương, huyện Thanh Chương, tỉnh Nghệ Nghệ An cho đến nay.

## Các di tích danh thắng nổi tiếng

### Di tích Lịch sử cấp tỉnh Phủ Hòa Quân
Phủ Hòa Quân hiện nay thuộc xóm 4 (trước đây là xóm 7), xã Thanh Hương, huyện Thanh Chương, tỉnh Nghệ An. Phủ cách thành phố Vinh khoảng 53 km về phía Tây. Cách huyện lỵ Thanh Chương 08 km về phía Tây. Phủ Hòa Quân được xây dựng trên một vùng đất thuộc trung tâm của vùng Hòa Quân xưa. Phủ ngoảnh mặt về hướng Nam, ở thế “Tọa sơn vọng thủy” sau lưng tựa núi Phủ. Phía trước là dòng sông Trai vừa tạo nên nét đẹp phong thủy vừa đem lại sự thoáng mát cho không gian của di tích, xung quanh có nhiều di tích đã được xếp hạng như: Nhà thờ họ Lê Ngọc, xã Thanh Tiên; Chùa Phúc Viên, xã Thanh Lĩnh,...
Phủ Hòa Quân được xây dựng vào khoảng đầu thời Nguyễn, gồm 02 tòa: Bái đường và Hậu cung bằng gỗ cổ kính, mái lợp ngói âm dương.
Căn cứ Lý lịch di tích Phủ Hòa Quân được lưu giữ tại Ban quản lý Di tích Nghệ An, Phủ Hòa Quân thờ Tam tòa Thánh Mẫu, gồm 03 vị thánh: Mẫu Liễu Hạnh, Mẫu Thượng Ngàn và Mẫu Thoải. Một hình thức tín ngưỡng thờ nữ thần phổ biến ở Nghệ An nói riêng và ở Việt Nam nói chung.
Phủ Hòa Quân là nơi chứng kiến nhiều sự kiện lịch sử của địa phương, đặc biệt trong kháng chiến chống Pháp. Theo sách “Lịch sử Đảng bộ huyện Thanh Chương (1930-1945)”, “Thanh Chương xưa và nay”, “Lịch sử Đảng bộ và nhân dân xã Thanh Hương, bản thảo”, Lý lịch di tích Phủ Hòa Quân và lời kể của các cụ cao niên ở địa phương cho biết:
Vào những năm 30 của thế kỷ XX, phong trào cách mạng của nhân dân Thanh Chương phát triển mạnh mẽ, đặt ra yêu cầu phải thành lập Chi bộ Đảng để lãnh đạo phong trào đấu tranh của nhân dân. Chi bộ Hòa Quân đã ra đời trong hoàn cảnh đó và là một trong những Chi bộ ra đời sớm nhất trong thời kỳ 1930 -1931. Chi bộ Hòa Quân được Huyện ủy Thanh Chương giao nhiệm vụ tổ chức thuyền bè, phương tiện cho các làng xã vượt sông Trai, Khe Mọ. Đồng thời huy động nhân dân tham gia biểu tình, chuẩn bị trống trên đỉnh Sừng Bò để phát lệnh. Từ 01 giờ sáng ngày 01/9/1930, sau khi tiếng trống phát lệnh ở các núi cao của tổng Xuân Lâm, rú Nguộc (Ngọc Sơn), núi Sừng Bò...của huyện Thanh Chương nổi lên. Đoàn biểu tình của tổng Cát Ngạn vượt sông Giăng, sông Trai  rồi xuống Thanh Nha nhập với đoàn Võ Liệt Thượng để xuống huyện lỵ.  Cuộc biểu tình lịch sử ngày 01/9/1930 của hơn 02 vạn nông dân Thanh Chương đã kết thúc thắng lợi, đây là sự kiện đánh dấu mốc mở đầu cho sự ra đời của chính quyền Xô Viết ở Nghệ Tĩnh, đỉnh cao của cao trào cách mạng 1930 - 1931. Trong thời gian này, Phủ Hòa Quân là một trong những địa điểm được Chi bộ Hòa Quân sử dụng tổ chức các cuộc họp bí mật để thực hiện các nhiệm vụ cách mạng. Vào thời kỳ thoái trào của phong trào Xô Viết Nghệ Tĩnh 1930-1931, phong trào cách mạng bị đàn áp, các cơ sở cách mạng bị địch phá vỡ, các đồng chí Đảng viên bị truy lùng gắt gao. Do nằm ở vị trí kín đáo, cây cối um tùm nên Phủ Hòa Quân là một trong những địa điểm bí mật để các đồng chí đảng viên ẩn náu chờ thời cơ xây dựng lại phong trào cách mạng.
Phủ Hòa Quân được xây dựng trên một vùng đất có bề dày lịch sử văn hóa lâu đời, có truyền thống yêu nước và hiếu học, giàu bản sắc văn hóa, lại có địa thế rộng rãi, giao thông thuận tiện, rất có tiềm năng về du lịch tâm linh. Phủ là nơi thờ những nhân vật có công với dân, với nước được nhân dân ngưỡng vọng, là địa chỉ văn hóa tâm linh của nhân dân trong vùng và khách thập phương thể hiện tấm lòng, tôn vinh, tri ân đối với các vị thần có công với dân, với nước, đồng thời cầu xin thần phù hộ che chở cho nhân dân có cuộc sống ấm no, hạnh phúc. Phủ Hòa Quân đã có lịch sử lâu đời, trải qua thời gian tồn tại vẫn được nhân dân bảo vệ tốt.
Để bảo tồn và phát huy giá trị của di tích, ngày 28/12/2017 UBND tỉnh Nghệ An đã ra Quyết định số 6380/QĐ.UBND xếp hạng Phủ Hoà Quân, xã Thanh Hương, huyện Thanh Chương là Di tích lịch sử cấp Tỉnh. Đây là việc làm hết sức cần thiết, không chỉ nhằm tôn vinh vị thần được thờ tại đây mà còn góp phần lưu giữ, bảo vệ, phát huy những giá trị vật thể, phi vật thể mà cha ông ta xưa để lại.

### Đình Thanh Am
Đình được xây dựng từ thời Nguyễn, gồm 02 tòa Hạ đình và Thượng đình; Thượng đình còn nguyên vẹn, Hạ đình còn khung nhà, xuống cấp trầm trọng. Là một công trình lớn nằm ở trung tâm xã Hòa Quân xưa (nay là xã Thanh Hương), là nơi hội họp, không bài trí thờ, hiện nay tại đình có thờ tượng bán thân Chủ tịch Hồ Chí Minh. Xưa kia, tại đình diễn ra nhiều sự kiện lịch sử của địa phương, trong phong trào 1930 -1931, tiếng trống Hòa Quân vang lên tại đình, thúc dục nông dân tham gia đoàn biểu tình lên cướp huyện đường. Năm 1945, là nơi giao Ấn triện bằng đồng, sổ sách, tài liệu của chính quyền Thực dân phong kiến, là nơi tổ chức Hội nghị Đảng bộ huyện. Sinh hoạt văn hóa tín ngưỡng, xưa tổ chức hội làng thu hút đông đảo bà con đến dự, lễ tế tổ chức vào ngày Rằm tháng 7 hàng năm. Hiện nay, lễ hội vẫn chưa được phục hồi.

### Đền Hàm Rồng (Cây Sanh)
Thuộc xóm 01, nằm sát bên đường liên xã, nơi cửa ngõ của xã. Di tích được xây dựng từ thời Lê. Năm 1956, Đền bị phá hỏng. Năm 2012, nhân dân đã phục dựng một ngôi miếu nhỏ để thờ vị Thành hoàng. Di tích ngoảnh mặt về phía Bắc. Phía trước của di tích là dòng sông Trai. Di tích gồm 01 gian nhỏ, mái lợp ngói âm dương, nền lát gạch đất nung đỏ, bài trí một bàn thờ Bản cảnh Thành hoàng Hắc Y tối linh tôn thần.
Nhà thờ họ Lê Ngọc.
Thuộc xóm 3, là nơi thờ Cử nhân- Huấn đạo huyện Hạ Hòa - Giáo thụ phủ Tuy An - Hàn lâm viện Tu soạn Lê Ngọc (Theo Tạp chí Văn hóa Nghệ An số 415, tr44.45.46) và các vị tiên tổ họ Lê Ngọc trong đó có nhiều người đậu đạt làm quan như: Đội trưởng Ưu binh Lê Ngọc Giang; Xã trưởng kiêm Tri thu Lê Ngọc Mục; Tú tài Lê Ngọc Uẩn; Huấn đạo Lê Ngọc Khải. Liệt sĩ  chống Pháp Lê Ngọc Đức (Được khắc tên vào Văn bia, số 1008 tại Bảo tàng Xô Viết Nghệ Tĩnh); Liệt sĩ chống Pháp Lê Ngọc Thám; Liệt sĩ chống Mỹ Lê Ngọc Văn,...
Núi Tháp Bút:
Núi Tháp Bút biểu tượng đất học Thanh Chương. Núi Tháp Bút giống như hình chiếc bút đang viết vào trang sách là bầu trời, Nhân dân ở đây gọi là núi Tháp Bút. Nằm bên cạnh núi Đại Can hùng vỹ, chia cắt giữa hai ngọn núi là tuyến đường huyền thoại, đường Hồ Chí Minh trên bộ. Đặt tên cho ngọn núi này, người dân nơi đây muốn gửi gắm khát vọng về sự thành công trên con đường khoa cử, mong muốn con em mình sẽ thành đạt trong học hành, lưu lại tiếng thơm cho hậu thế. Núi Tháp Bút đã trở thành biểu tượng truyền thống hiếu học không chỉ riêng xã Thanh Hương, mà của toàn huyện Thanh Chương. Thanh Hương (Hòa Quân xưa), là một trong hai Xô viết anh dũng chiến đấu kiên cường đến cuối cùng với giặc Pháp trong phong trào Xô viết Nghệ Tĩnh 1930 - 1931 của huyện Thanh Chương.
Về đặc sản của Thanh Hương: Với địa hình đồi núi là chủ yếu, có sông, suối, hồ nước,...Người dân Thanh Hương cần cù, sáng tạo trong lao động sản xuất và tạo ra nhiều đặc sản thơm ngon như: Gà đồi, nhút mít, các loại cá trắm, chép; chè xanh; và các loại củ, quả ngon như: Mít, Thanh long, chuối lùn, bí xanh, mướp, ngô, khoai,...